# Mandarin Mix-Up

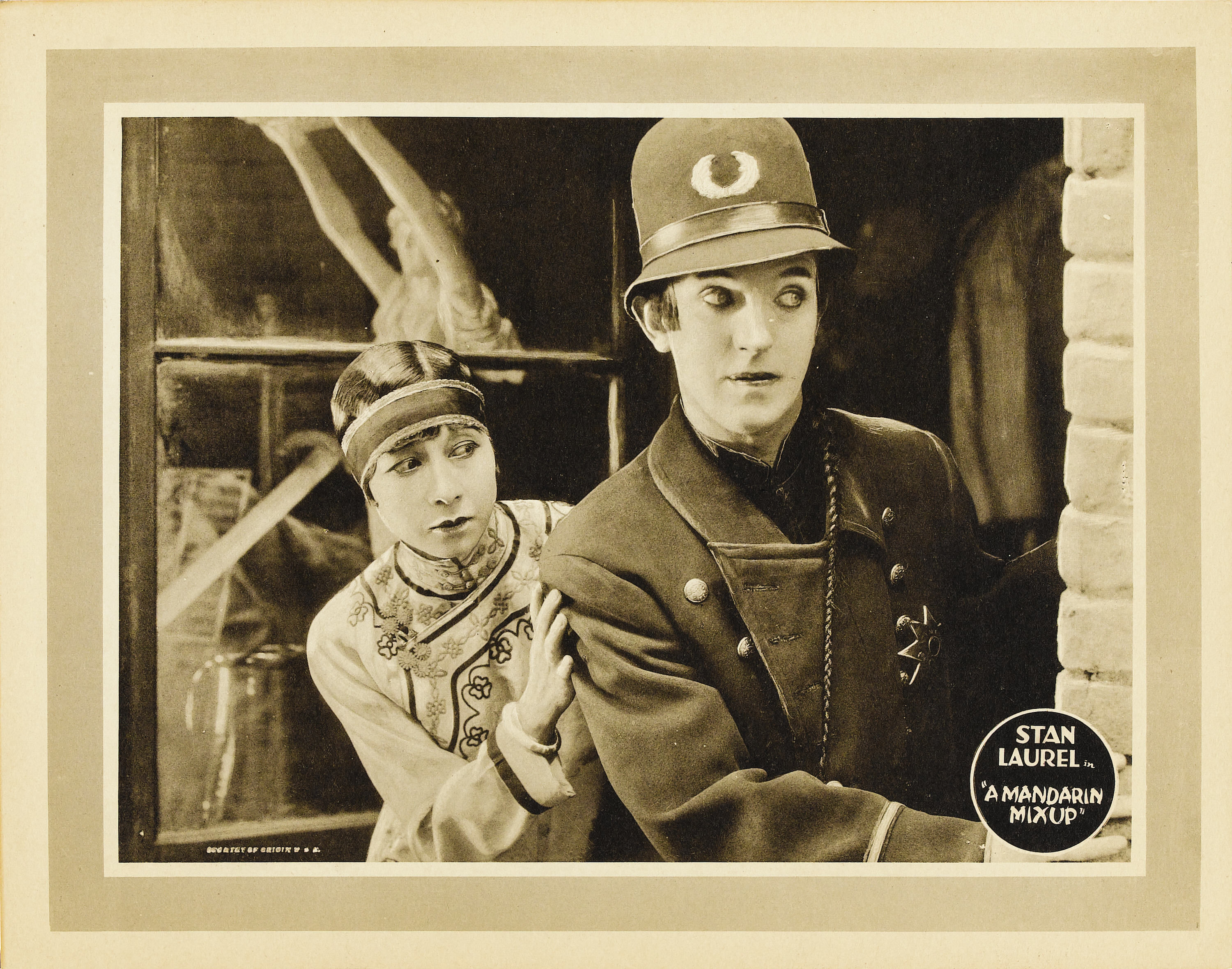

Mandarin Mix-Up (o Madam Mix-up) è un cortometraggio muto del 1924 diretto da Scott Pembroke e prodotto da Joe Rock con Stan Laurel.
Il cortometraggio fu distribuito il 30 agosto 1924.

## Trama
Stan Laurel (nato in famiglia agiata) diventa asiatico in questa commedia di Joe Rock. Stan è un bambino che viene adottato. All'inizio del film lo troviamo che gioca a palla sul suo seggiolone. Suo fratello maggiore è però geloso delle attenzioni che il piccolo Stan riceve e per questo motivo lo rinchiude nel mucchio di panni sporchi che deve essere portata in una lavanderia a Chinatown. Il proprietario della lavanderia, per offrirgli aiuto, lo prende a lavorare con sé. 
Cresciuto, in lavanderia si troverà ad affrontare una gang. Con una serie di espedienti sconfiggerà chi mette in pericolo la sua vita e poi sposerà Lili, una ragazza cinese. Alla fine i suoi veri genitori lo ritroveranno e lui scoprirà di essere ricco.

## Distribuzione
Distribuito dalla Selznick Distributing Corporation, il film - un cortometraggio di venti minuti in due bobine - uscì nelle sale statunitensi il 30 agosto. In Italia uscì nelle sale nel 1928 con il titolo “Cineserie”